# Réarrangement chromosomique
Un réarrangement chromosomique est, en génétique, une mutation de type anomalie chromosomique impliquant un changement dans la structure originelle d'un chromosome. De tels changements peuvent impliquer plusieurs types d'évènements, comme des délétions, des duplications, des inversions ou des translocations. Ces changements sont généralement les résultats de cassures de la double hélice de l'ADN à deux endroits différents suivies de la ligature des extrémités cassées entraînant un nouvel arrangement chromosomique des gènes. On estime que les anomalies chromosomiques structurales touchent environ 0,5 % des enfants nouveau-nés.
Certaines régions chromosomiques sont plus susceptibles de présenter ces réarrangements que d'autres, et peuvent être ainsi la source de maladies génétiques et de cancers. Ces instabilités sont généralement due à la propension de ces régions à ne pas s'aligner correctement lors de la réparation de l'ADN, exacerbée par des défiances de présence de protéines de la réplication (comme FEN1 (en) ou Pol δ) qui affectent l'intégrité du génome.
Les réarrangements chromosomiques complexes (ou Complex chromosomal rearrangements) sont rarement observés dans la population générale et sont définis comme des réarrangements impliquant au moins trois points de cassure et des échanges de matériels génétique entre deux chromosomes ou plus. Certaines formes de dysplasie campomélique par exemple sont dues à ces réarrangements complexes.
Il est possible que la spéciation ait lieu lorsqu'une population fixe (en) un ou plusieurs réarrangements chromosomiques qui réduisent la valeur sélective (fitness) des hétérozygotes. Cette hypothèse n'est pas soutenue par des approches théoriques car les mutations ayant un fort effet négatif sur la valeur sélective ne peuvent être fixées que par la dérive génétique dans de petites populations consanguines et les effets des réarrangements chromosomiques sur la valeur sélective ne sont pas prédictibles et peuvent varier grandement chez les espèces animales et végétales. Cependant, les réarrangements pourrait tout de même promouvoir la spéciation en réduisant le flux de gènes par la suppression de la recombinaison (et étendant les effets d'isolation des gènes) plutôt qu'en réduisant la valeur sélective.